# シュヴーアハンド

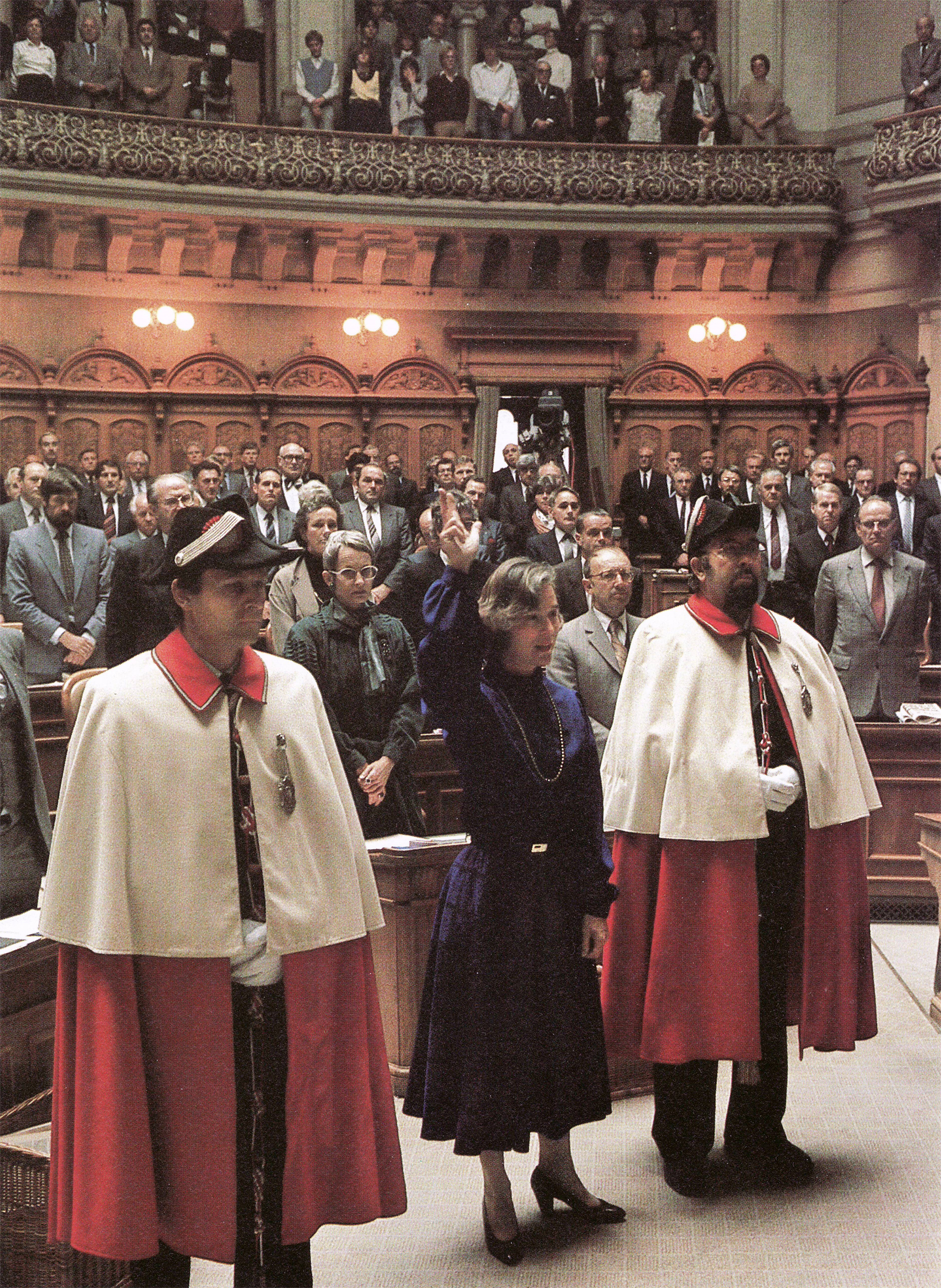
スイス連邦参事会で就任宣誓をするエリザベート・コップ (1984年）

シュヴーアハンドまたはシュヴーアハント (ドイツ語: Schwurhand、ドイツ語発音: [ˈʃvuːɐ̯hant]) は、紋章学におけるチャージの一つで、ヨーロッパのゲルマン系諸国で用いられる。人差し指・中指を立て、薬指・小指を握った右手を挙げた図像であり、親指は握った状態とすることもあれば伸ばした状態とすることもある。また、これらの国では裁判所での宣誓の際にジェスチャーとして行われることがある。 

## 伝統的な用法
ジェスチャーとしては、かなり古くから使用されている。バチカン市国に着任したスイス衛兵の新兵は、1527年のローマ劫掠以降毎年5月6日に行われる式典において、教皇への忠誠を示すためにシュヴーアハンドをもって敬礼を行う。この際、人差し指・中指に加えて親指も立てて行うが、この立てた3本の指は三位一体の象徴であるとされている。 

### スイスでの用法
スイスは連邦制国家であるが、この原形となったといわれる14世紀の原初同盟はリュトリの野で結成されたとされる。このリュトリの誓いを描いた絵画等では、参加者がシュヴーアハンドを行っている姿が描かれている。スイスの連邦議会と連邦参事会では、選出された議員はシュヴーアハンドをもって就任宣誓を行うのが慣例となっている。 

## 紋章として

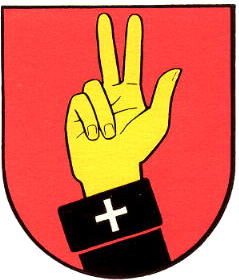
ゴンミスヴァルト（スイス）
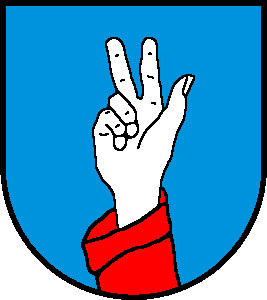
ゲンペン（スイス）
アニヤラ（フィンランド）
グレーストルプ（スウェーデン）
ホンマーツハウゼン（ドイツ）
オーバーアマガウ（ドイツ）
ハイリゲンクロイツ修道院（オーストリア）

## 軍において

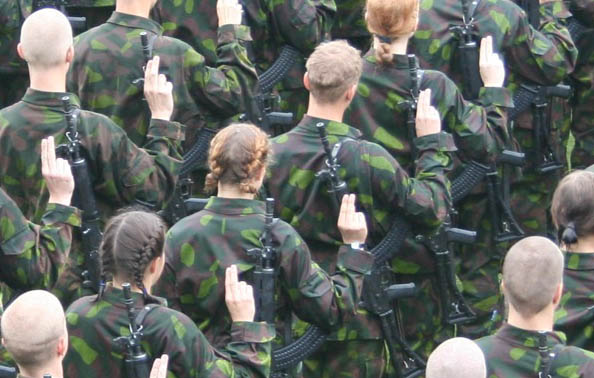
宣誓を行うフィンランドの男性徴兵と女性志願兵（2005年）
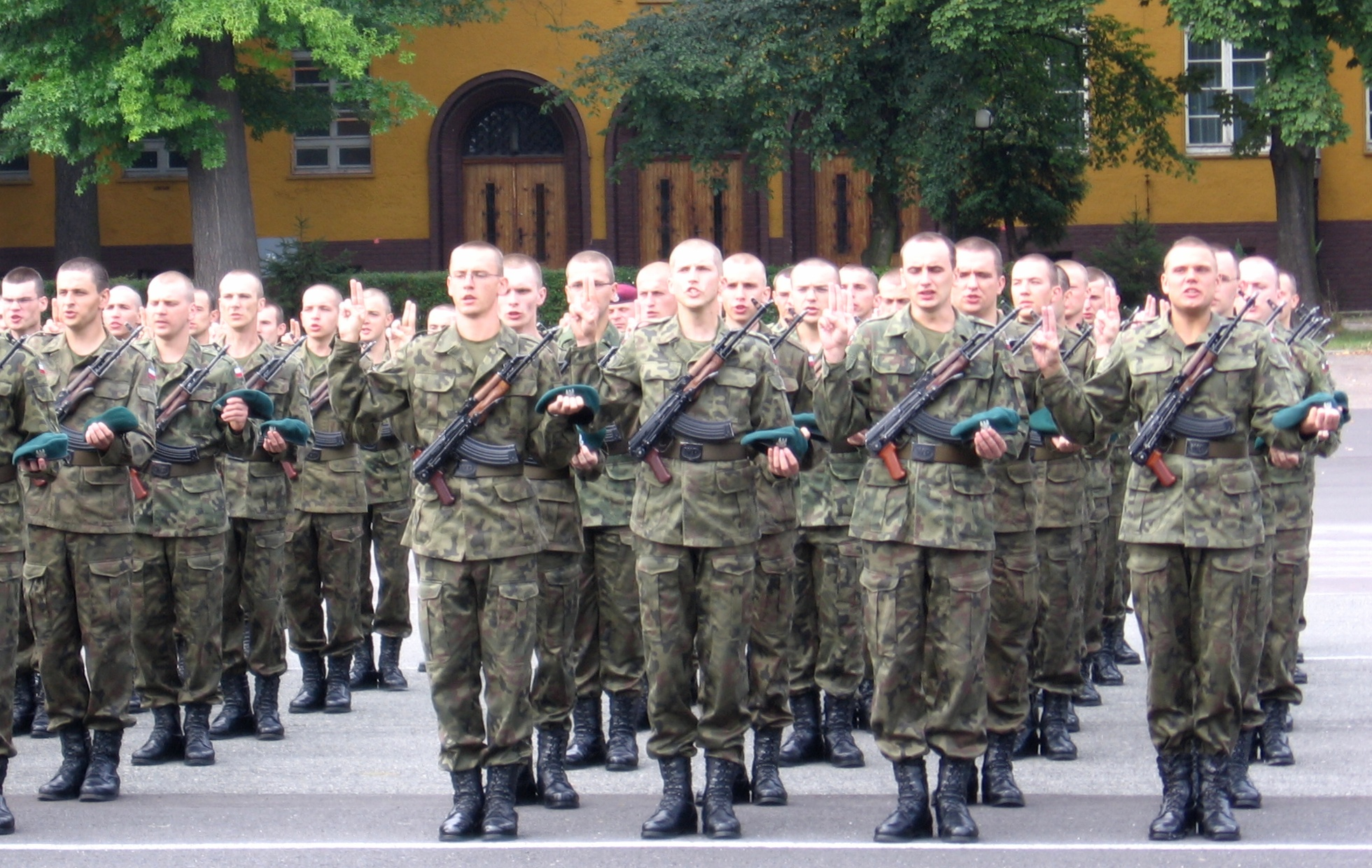
宣誓を行うポーランド軍新兵
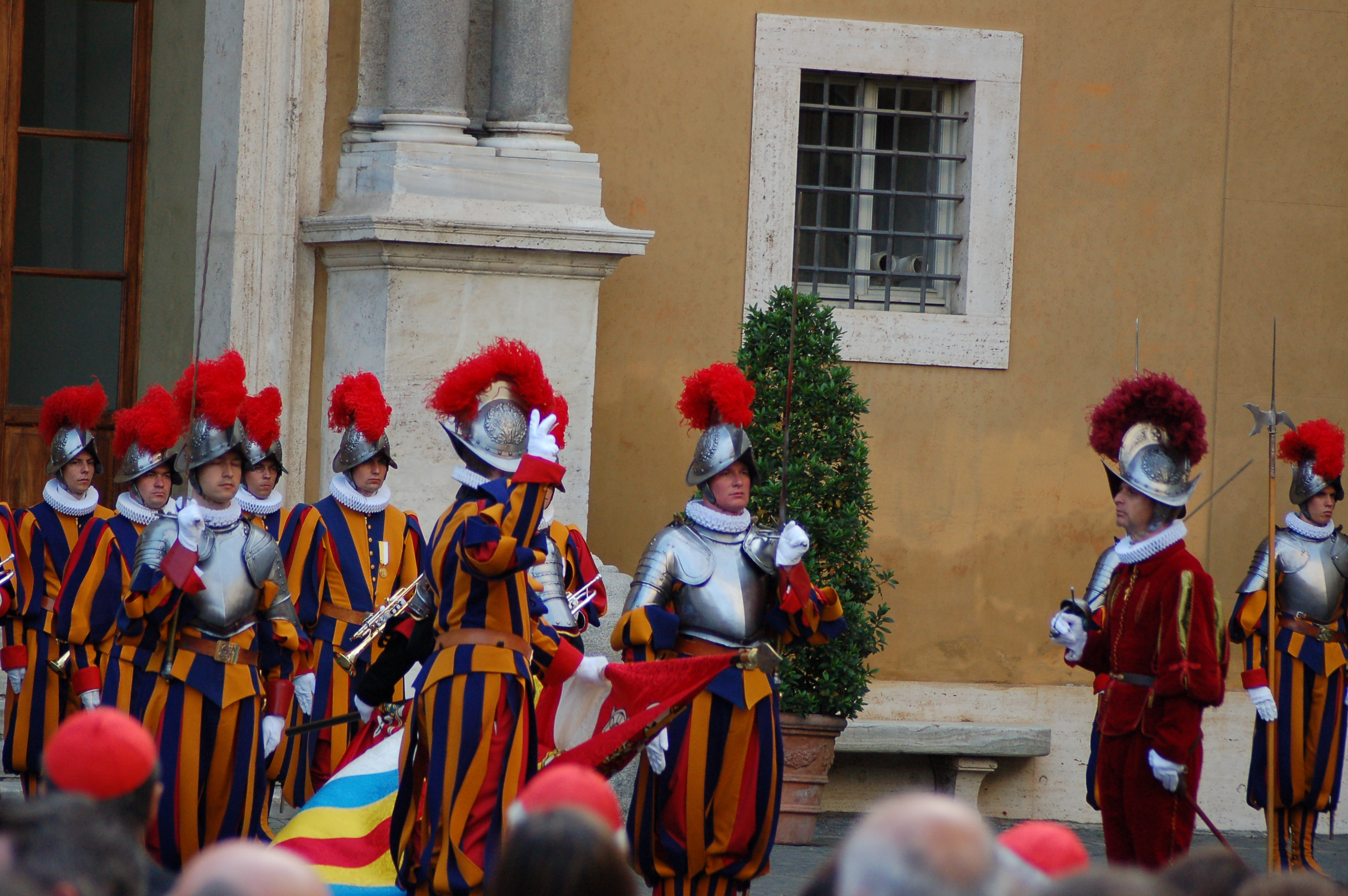
宣誓するスイス衛兵
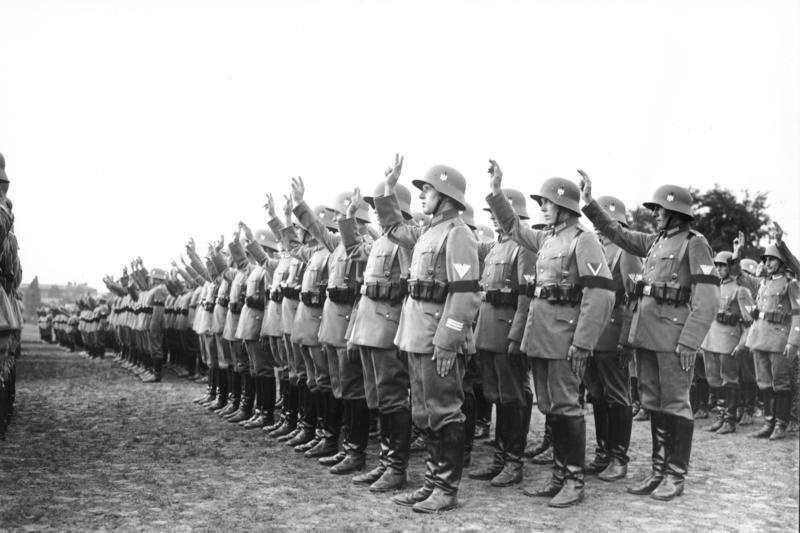
大統領権限を引き継いだヒトラーに忠誠を誓うヴァイマル共和国軍兵士（1934年）